# 古田屋
株式会社古田屋（ふるたや）は、遠鉄グループの企業の一つ。静岡県掛川市に本社を置き、食料品の販売やガスリンスタンドなどを展開しているほか、関連会社として株式会社フルタフーズがある。
静岡県内で酒類・一般食品・米穀小売業やガソリンスタンド経営を行っている地域密着型のディスカウントストア。特に米穀は地元での米穀集荷から自社で精米加工販売まで一貫して行ない、地産地消の米を提供している。

## 沿革
- 1968年1月31日 - 資本金11,000千円で設立
- 1994年8月11日 - 浅羽店を開設
- 1999年4月6日 - 大須賀店を開設
- 2004年3月20日 - 大須賀店にガソリンスタンドを併設
- 2005年7月11日 - 浅羽店にガソリンスタンドを併設
- 2010年3月19日 - 御前崎店を開設
- 2015年8月27日 - 御前崎店にガソリンスタンドを併設
- 2023年2月1日 - 株式会社遠鉄ストアが株式会社古田屋の全株式を取得、系列化[1]
- 2024年4月1日 - 株式会社遠鉄ストアが株式会社フルタフーズの全株式を取得、系列化[2]

## 店舗
静岡県内でディスカウントストア3店舗（いずれもガソリンスタンド併設）を展開している。
- 大須賀店
- 浅羽店
- 御前崎店